# Baryconus amicus
Baryconus amicus är en stekelart som först beskrevs av Alan Parkhurst Dodd 1929.  Baryconus amicus ingår i släktet Baryconus och familjen Scelionidae. Inga underarter finns listade.